# Mulyasari (Pamanukan)
Mulyasari is een bestuurslaag in het regentschap Subang van de provincie West-Java, Indonesië. Mulyasari telt 11.190 inwoners (volkstelling 2010).